# Камуняно
Камуня̀но (на италиански: Camugnano, на местен диалект Camgnèin, Камънейн) е село и община в северна Италия, провинция Болоня, регион Емилия-Романя. Разположено е на 692 m надморска височина. Населението на общината е 2032 души (към 2010 г.).